# Jordan Kerner
Jordan Kerner (* 5. Februar 1950 in Los Angeles) ist ein US-amerikanischer Filmproduzent.
Jordan Kerner studierte zunächst Jura und kam 1977 als Programm- und Talent-Manager zu CBS. Anfang der 1980er Jahre wurde er Direktor für Serienentwicklung bei ABC. 1986 gründete er mit Jon Avnet die unabhängige Filmfirma The Avnet/Kerner. 1996 gründete Kerner mit Kerner Entertainment Company seine eigene Filmfirma.

## Filmografie (Auswahl)
- 1987: Unter Null (Less Than Zero)
- 1991: Grüne Tomaten (Fried Green Tomatoes)
- 1992: Mighty Ducks – Das Superteam (The Mighty Ducks)
- 1994: When a Man Loves a Woman – Eine fast perfekte Liebe (When a Man Loves a Woman)
- 1994: Mighty Ducks II – Das Superteam kehrt zurück (D2: The Mighty Ducks)
- 1994: Das Baumhaus (The War)
- 1996: Aus nächster Nähe (Up Close & Personal)
- 1997: George – Der aus dem Dschungel kam (George of the Jungle)
- 1997: Red Corner – Labyrinth ohne Ausweg (Red Corner)
- 1999: Inspektor Gadget (Inspector Gadget)
- 2001: Uprising – Der Aufstand (Uprising)
- 2002: Snowdogs – Acht Helden auf vier Pfoten (Snow Dogs)
- 2006: Schweinchen Wilbur und seine Freunde (Charlotte’s Web)
- 2011: Die Schlümpfe (The Smurfs)
- 2013: Die Schlümpfe 2 (The Smurfs 2)
- 2017: Die Schlümpfe – Das verlorene Dorf (Smurfs: The Lost Village)
- 2021: Clifford der große rote Hund (Clifford the Big Red Dog)